# Rivière aux Serpents
Rivière aux Serpents är ett vattendrag i Kanada.   Det ligger i provinsen Québec, i den sydöstra delen av landet, 130 km öster om huvudstaden Ottawa.
Omgivningarna runt Rivière aux Serpents är en mosaik av jordbruksmark och naturlig växtlighet. Runt Rivière aux Serpents är det tätbefolkat, med 257 invånare per kvadratkilometer.